# Пономарьов Руслан Олегович
Русла́н Оле́гович Пономарьо́в (нар. 11 жовтня 1983, Горлівка) — український шахіст, гросмейстер, чемпіон світу із шахів 2002 року за версією ФІДЕ (у фіналі переміг іншого українця Василя Іванчука). Заслужений майстер спорту України (2001).
Став чемпіоном світу із шахів у віці 18 років і 3 місяці.
Його рейтинг станом на січень 2025 року — 2628 (114-те місце у світі, 4-те в Україні).

## Досягнення
16-й чемпіон світу з шахів (2002, за версією ФІДЕ).
 У складі збірної України дворазовий переможець шахових олімпіад 2004 та 2010 рр., переможець командного чемпіонату світу 2001 року. 
Віце-чемпіон Європи (2001). Срібний призер Кубку світу (2005). Переможець турнірів: 2001 — Харків; 2003 — Леон; 2005 — Памплона, Одеса (рапід), Москва (бліц).
Чемпіон України 2011 року.
Найвищий рейтинг ELO — 2768 (липень 2011 року).

## Особисте життя
Руслан Пономарьов проживає у Більбао, одружений, має сина.

## Статистика виступів у складі збірної України
За період 1998—2024 роки Руслан Пономарьов зіграв за збірну України у 18-ти турнірах, зокрема: шахова олімпіада — 10 разів, командний чемпіонат світу — 4 рази, командний чемпіонат Європи — 4 рази.
 Руслан дворазовий переможець шахових олімпіад 2004 та 2010 років, переможець командного чемпіонату світу 2001 року, багаторазовий призер шахових олімпіад, командних чемпіонатів світу та Європи. Також у нього п'ять індивідуальних нагород (три золоті та дві срібні). 

Загалом у складі збірної України Руслан Пономарьов зіграв 152 партії (2-й показник), у яких набрав 93½ очка (+49=89-14), що становить 61,5 % від числа можливих очок.
| Рік  | Турнір           | Місто           | Збірна  | Шахівниця | Рейтинг | + | = | − | Результат | % очок | Турнірний рейтинг | Командне місце | Особисте місце |
| ---- | ---------------- | --------------- | ------- | --------- | ------- | - | - | - | --------- | ------ | ----------------- | -------------- | -------------- |
| 1998 | шахова олімпіада | Еліста          | Україна | 2 резерв  | 2585    | 5 | 4 | 0 | 7 з 9     | 77,8   | 2694              | Bronze         | Silver         |
| 1999 | чемпіонат Європи | Батумі          | Україна | 4         | 2616    | 3 | 5 | 0 | 5½ з 8    | 68,8   | 2662              | 6              | 4              |
| 2000 | шахова олімпіада | Стамбул         | Україна | 2         | 2624    | 6 | 5 | 0 | 8½ з 11   | 77,3   | 2785              | Bronze         | Gold           |
| 2001 | чемпіонат світу  | Єреван          | Україна | 2         | 2704    | 4 | 3 | 0 | 5½ з 7    | 78,6   | 2847              | Gold           | Gold           |
| 2002 | шахова олімпіада | Блед            | Україна | 1         | 2743    | 3 | 6 | 2 | 6 з 11    | 54,5   | 2684              | 14             | 49             |
| 2003 | чемпіонат Європи | Пловдив         | Україна | 1         | 2718    | 4 | 3 | 1 | 5½ з 8    | 68,8   | 2758              | 5              | Silver         |
| 2004 | шахова олімпіада | Кальвія         | Україна | 2         | 2710    | 2 | 4 | 2 | 4 з 8     | 50,0   | 2626              | Gold           |                |
| 2005 | чемпіонат світу  | Беер-Шева       | Україна | 2         | 2704    | 2 | 3 | 0 | 3½ з 5    | 70,0   | 2728              | 4              | Gold           |
| 2010 | шахова олімпіада | Ханти-Мансійськ | Україна | 2         | 2749    | 1 | 8 | 0 | 5 з 9     | 55,6   | 2710              | Gold           | 12             |
| 2011 | чемпіонат Європи | Порто Каррас    | Україна | 2         | 2723    | 2 | 4 | 1 | 4 з 7     | 57,1   | 2693              | 15             | 10             |
| 2012 | шахова олімпіада | Стамбул         | Україна | 2         | 2734    | 4 | 6 | 0 | 7 з 10    | 70,0   | 2770              | Bronze         | 4              |
| 2014 | шахова олімпіада | Тромсе          | Україна | 2         | 2717    | 4 | 5 | 1 | 6½ з 10   | 65,0   | 2700              | 6              | 12             |
| 2015 | чемпіонат світу  | Цагкадзор       | Україна | 1         | 2713    | 0 | 7 | 1 | 3½ з 8    | 43,8   | 2694              | Silver         | 9              |
| 2016 | шахова олімпіада | Баку            | Україна | 2         | 2709    | 2 | 5 | 1 | 4½ з 8    | 56,2   | 2692              | Silver         | 13             |
| 2017 | чемпіонат світу  | Ханти-Мансійськ | Україна | 1         | 2712    | 0 | 5 | 2 | 2½ з 7    | 35,7   | 2694              | 6              | 9              |
|      | чемпіонат Європи | Крит            | Україна | 3         | 2687    | 3 | 5 | 0 | 5½ з 8    | 68,8   | 2741              | Bronze         | 5              |
| 2018 | шахова олімпіада | Батумі          | Україна | 4         | 2681    | 1 | 6 | 2 | 4 з 9     | 44,4   | 2516              | 10             |                |
| 2024 | шахова олімпіада | Будапешт        | Україна | 3         | 2654    | 3 | 5 | 1 | 5½ з 9    | 61,1   | 2658              | 16             | 10             |

## Результати виступів у чемпіонатах України
Руслан Пономарьов зіграв у шести фінальних турнірах чемпіонатів України, набравши при цьому 39½ очок з 62 можливих (+24-7=31).

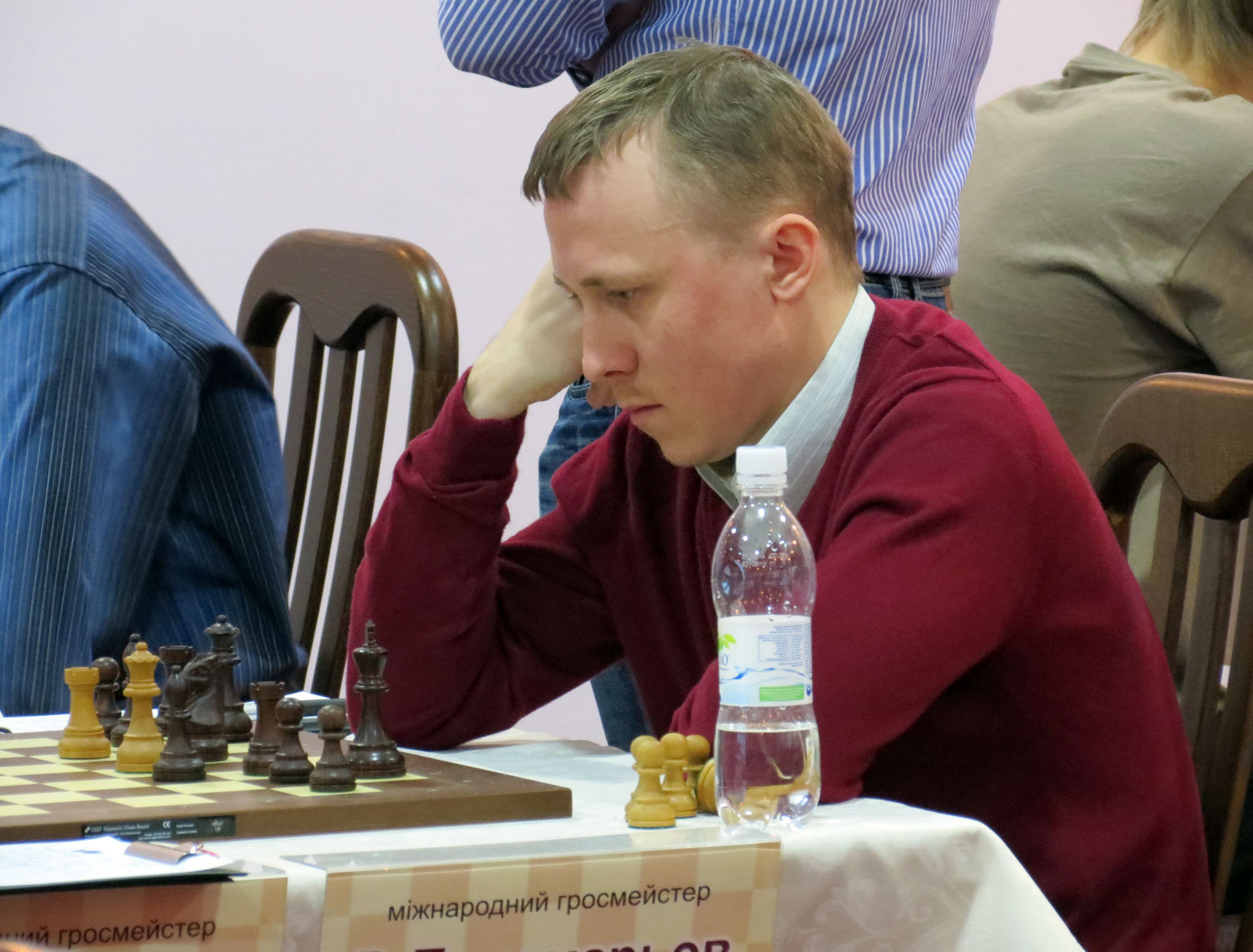
Руслан Пономарьов — учасник 83-го чемпіонату України

| Рік  | Місто           | Турнір                 | + | − | = | Результат | Місце  |
| ---- | --------------- | ---------------------- | - | - | - | --------- | ------ |
| 1995 | Дніпропетровськ | 64-й чемпіонат України | 5 | 2 | 2 | 6 з 9     | 9      |
| 2011 | Київ            | 80-й чемпіонат України | 6 | 0 | 5 | 8½ з 11   | Gold   |
| 2012 | Київ            | 81-й чемпіонат України | 3 | 2 | 6 | 6 з 11    | 4      |
| 2013 | Київ            | 82-й чемпіонат України | 4 | 0 | 7 | 7½ з 11   | Silver |
| 2014 | Львів           | 83-й чемпіонат України | 4 | 2 | 5 | 6½ з 11   | 4      |
| 2018 | Київ            | 87-й чемпіонат України | 2 | 1 | 6 | 5 з 9     | Bronze |

## Нагороди
- Орден князя Ярослава Мудрого V ст. (2002)[8] — за досягнення високих результатів на чемпіонаті світу з шахів (м. Москва, 2001—2002 рр.), вагомий внесок у зміцнення міжнародного спортивного авторитету України
- Орден «За заслуги» III ст. (2004)[9] — за перемогу на 36-й Всесвітній шаховій Олімпіаді 2004 року в Іспанії, вагомий особистий внесок у піднесення міжнародного спортивного авторитету України
- Почесна грамота Кабінету Міністрів України (4 листопада 2004) — за видатні спортивні досягнення та вагомий особистий внесок у забезпечення успішного виступу на XXXVI Всесвітній шаховій олімпіаді[10]
- Премія Кабінету Міністрів України за внесок молоді у розбудову держави за 2002 рік (за спортивні досягнення)[11]